# Tampico (Illinois)
Tampico es una localidad ubicada en el Condado de Whiteside, Estado de Illinois, Estados Unidos. Según el censo del 2010 la localidad tenía una población de 790 habitantes. El presidente Ronald Reagan nació y pasó gran parte su infancia aquí.

## Demografía
Según el censo estadounidense del 2010, su población era de 790 habitantes.

## Geografía
De acuerdo con la Oficina de Censos de los Estados Unidos tiene un área de 1,0 km², cubierto totalmente por tierra.

## Localidades cercanas
El siguiente diagrama representa las localidades en un radio de 16 km alrededor de Tampico. 